# Djurförbud
Djurförbud är en rättslig påföljd som innebär förbud mot att hålla djur.
I Sverige kan en länsstyrelse ålägga en person djurförbud efter att personen till exempel dömts för djurplågeri, allvarligt försummat tillsynen eller vården av djur alternativt vid upprepade tillfällen dömts för brott mot djurskyddslagen.
Från år 2009 ansvarar länsstyrelserna för kontrollerna av djurhållning; tidigare sköttes det av kommunerna. År 2008 beslutade kommunerna om totalt 212 djurförbud. År 2009 resulterade länsstyrelserna kontrollbesök om totalt 209 djurförbud, varav 69 för lantbruk och 140 för sällskapsdjur. Sedan 1 juli 2009 finns ett nationellt register över personer som har djurförbud.